# カーネギーメロン大学
座標: 北緯40度26分36秒 西経79度56分37秒 / 北緯40.44333度 西経79.94361度

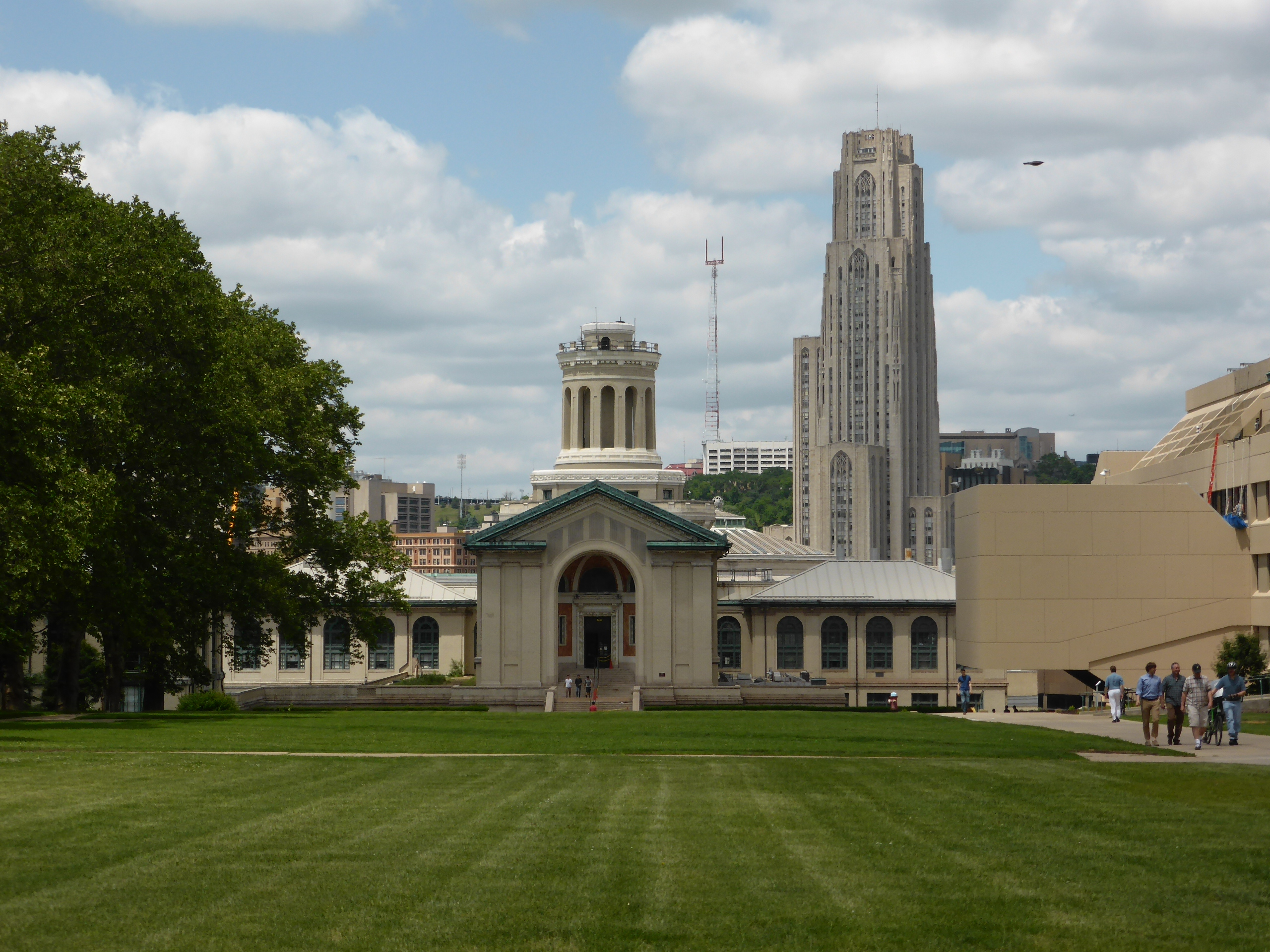

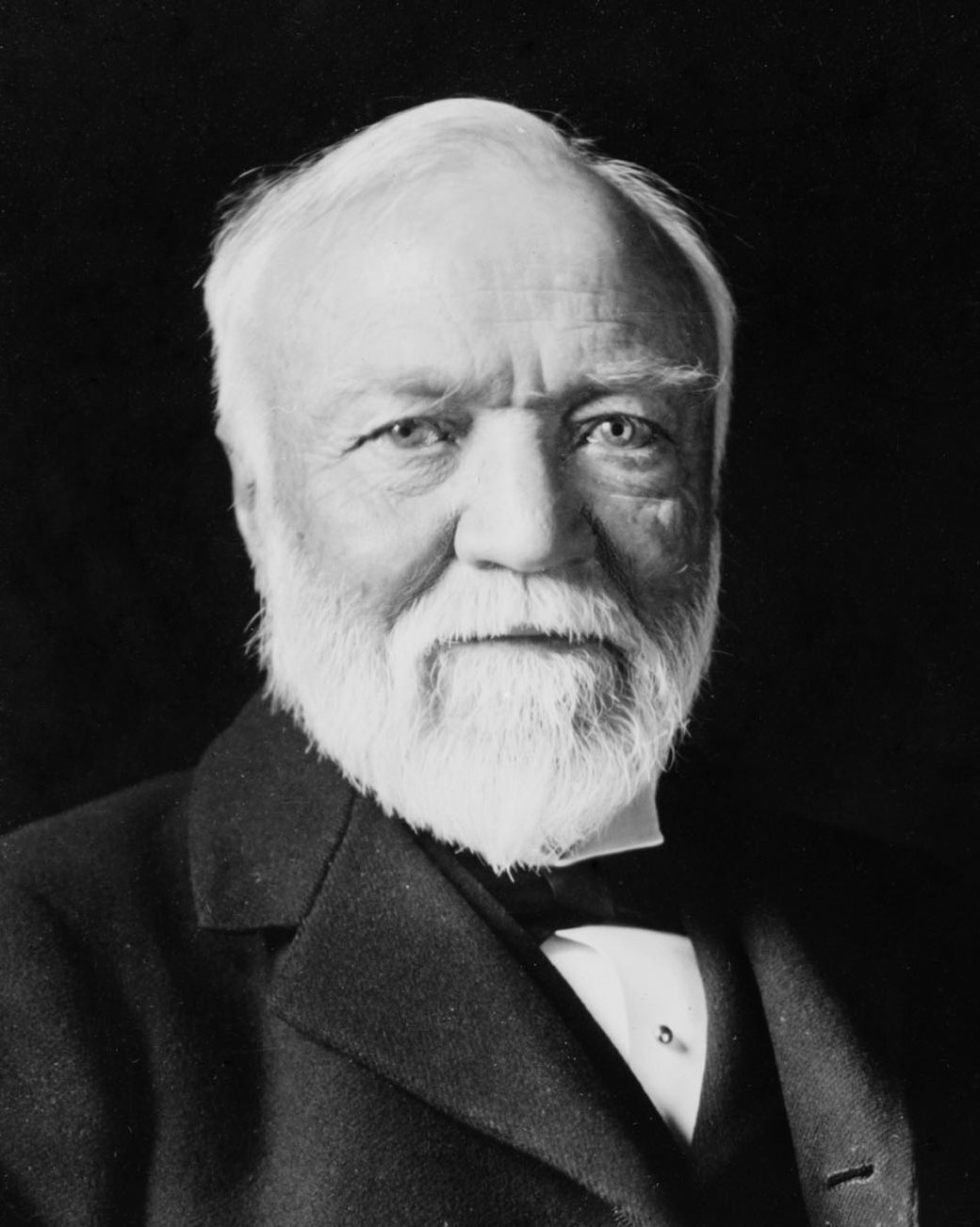
アンドリュー・カーネギー(1835 - 1919)

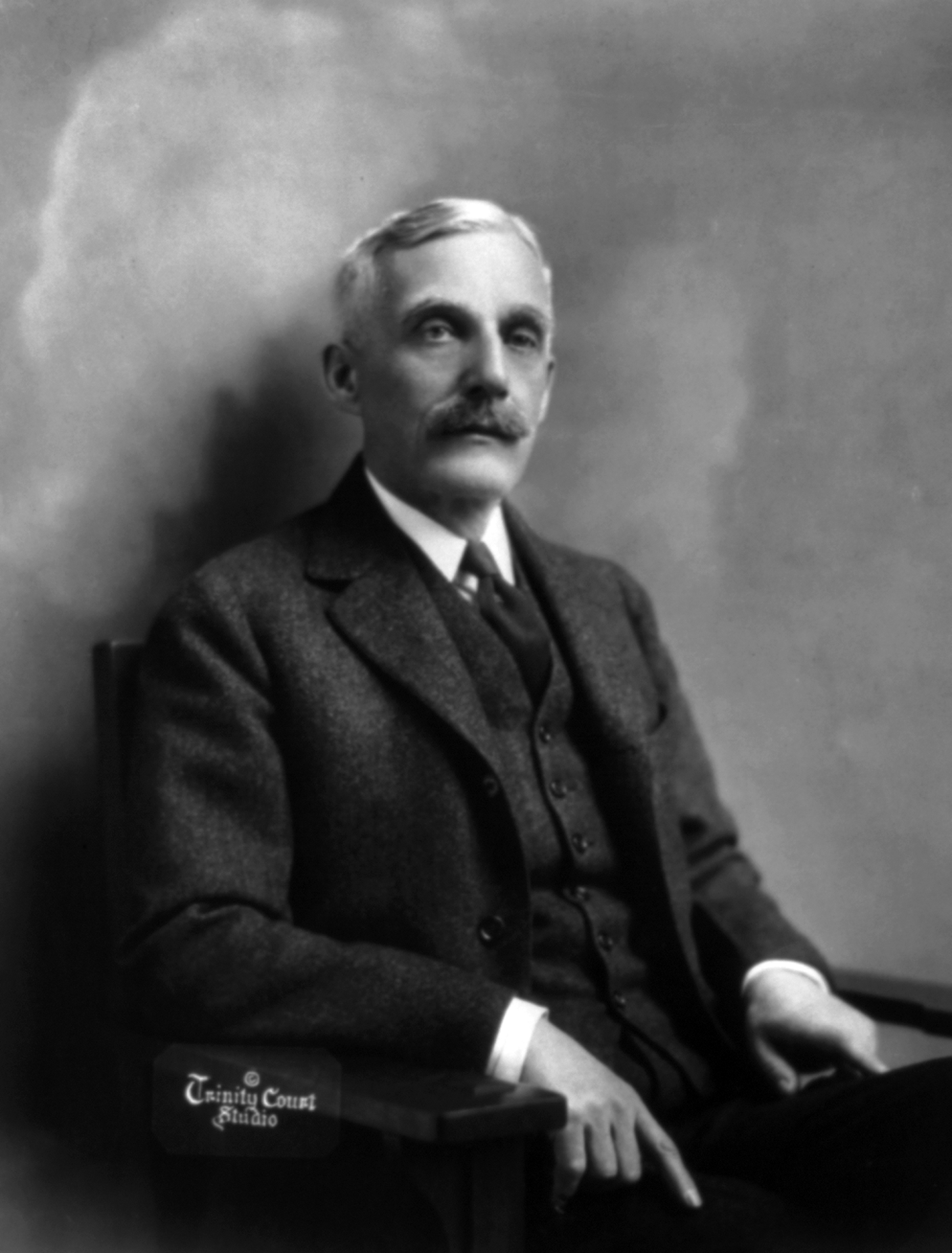
アンドリュー・メロン(1855 - 1937)

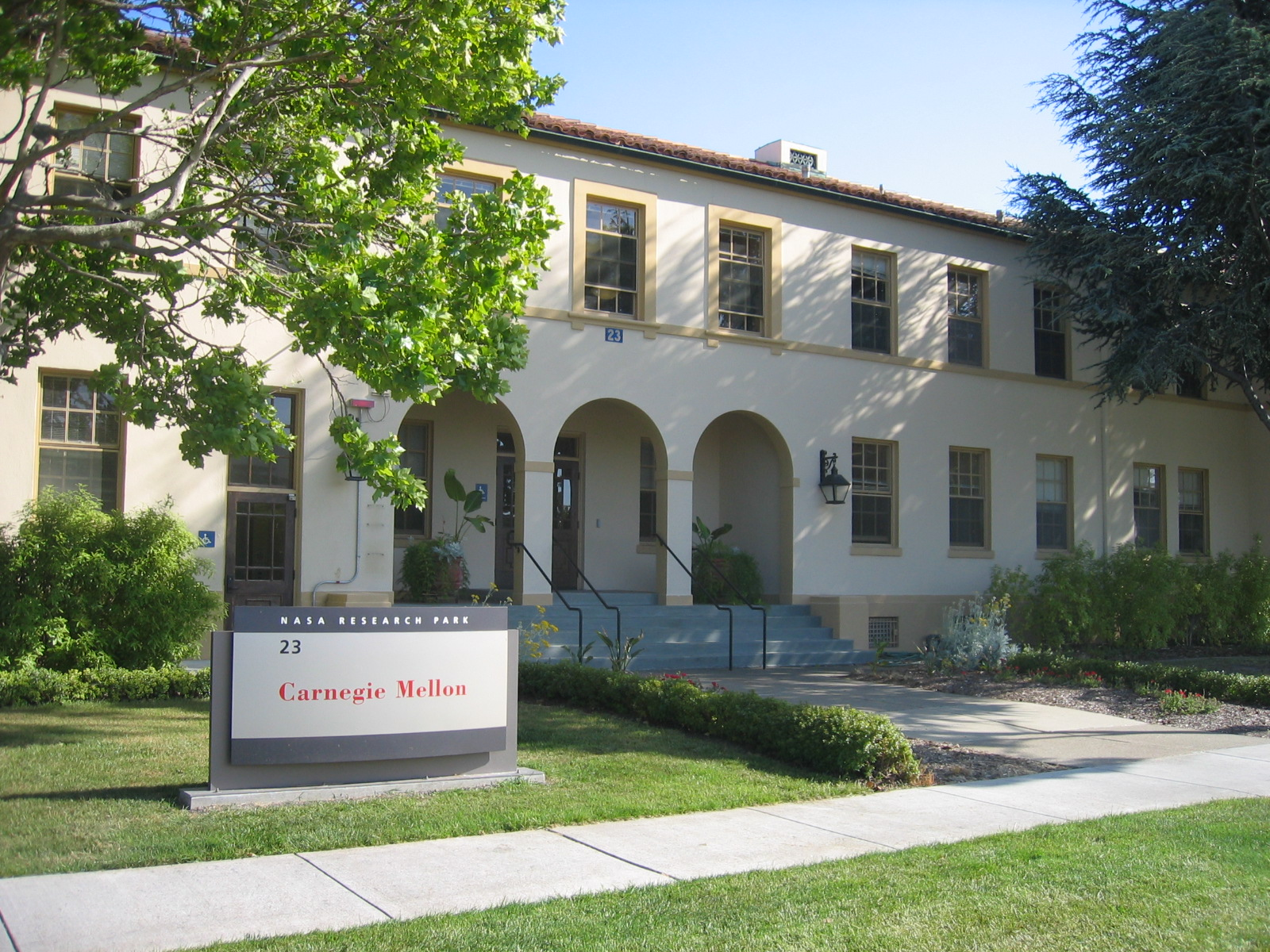
West Building

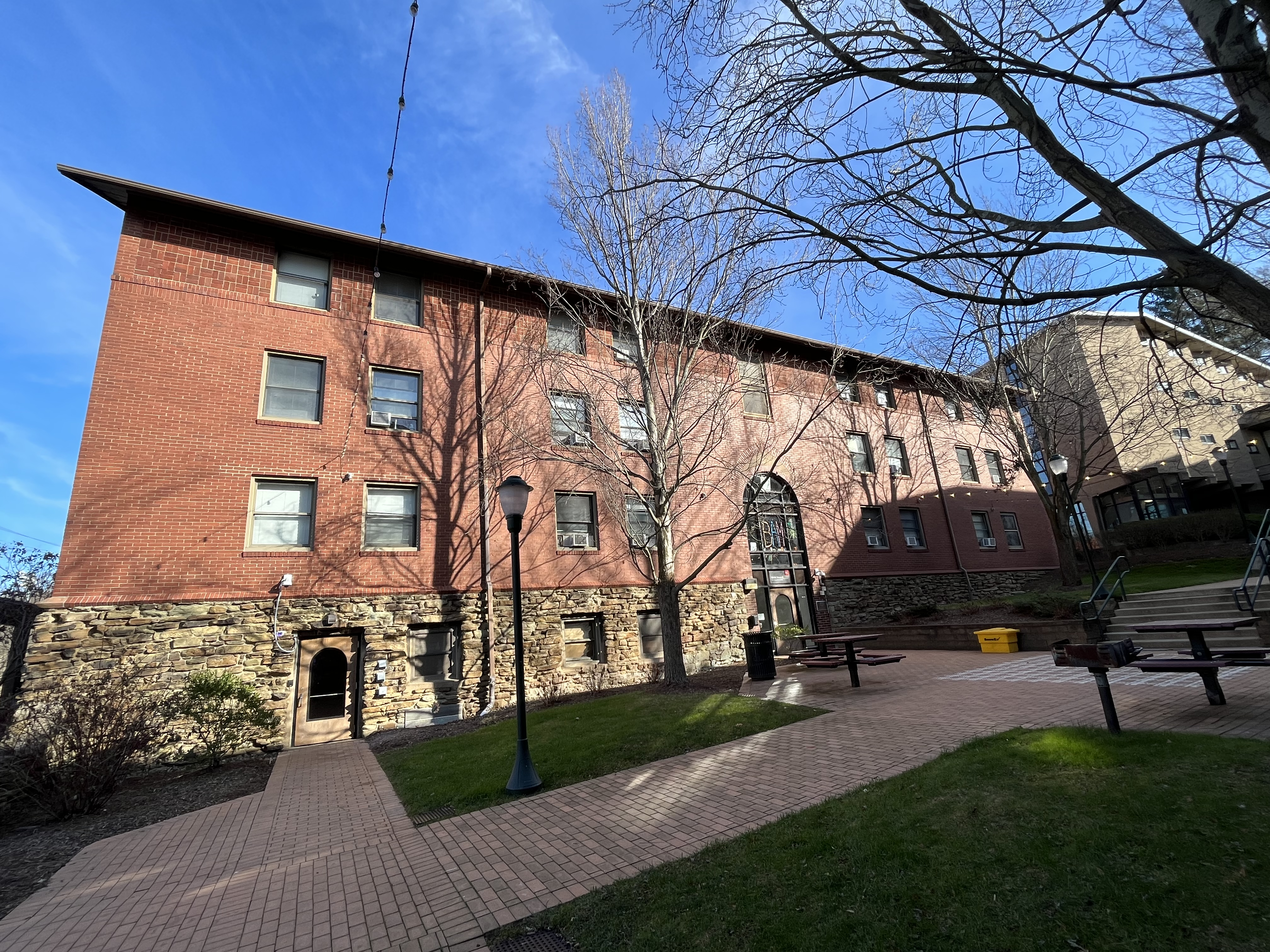
McGill Hall

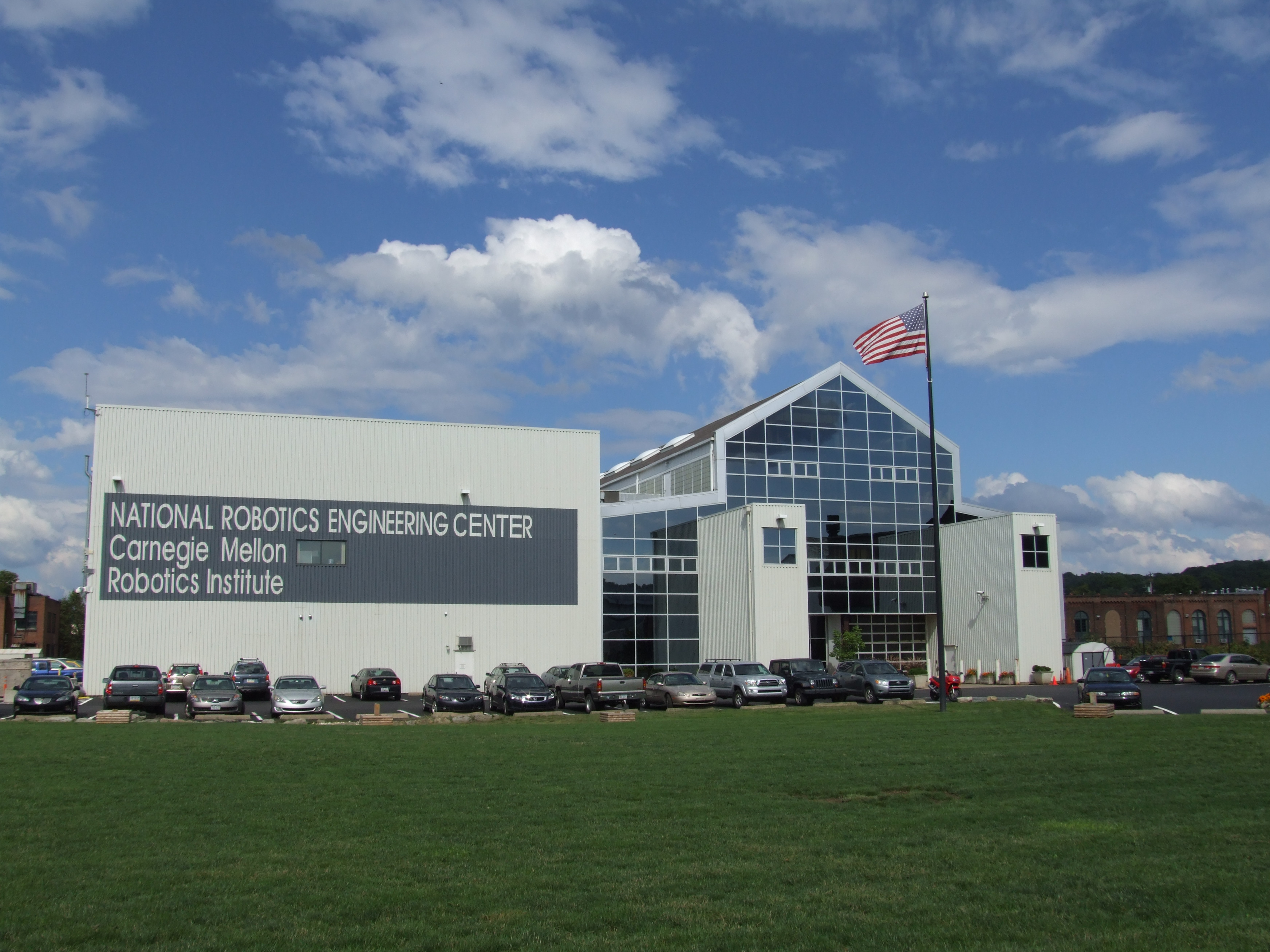
National Robotics Engineering Center

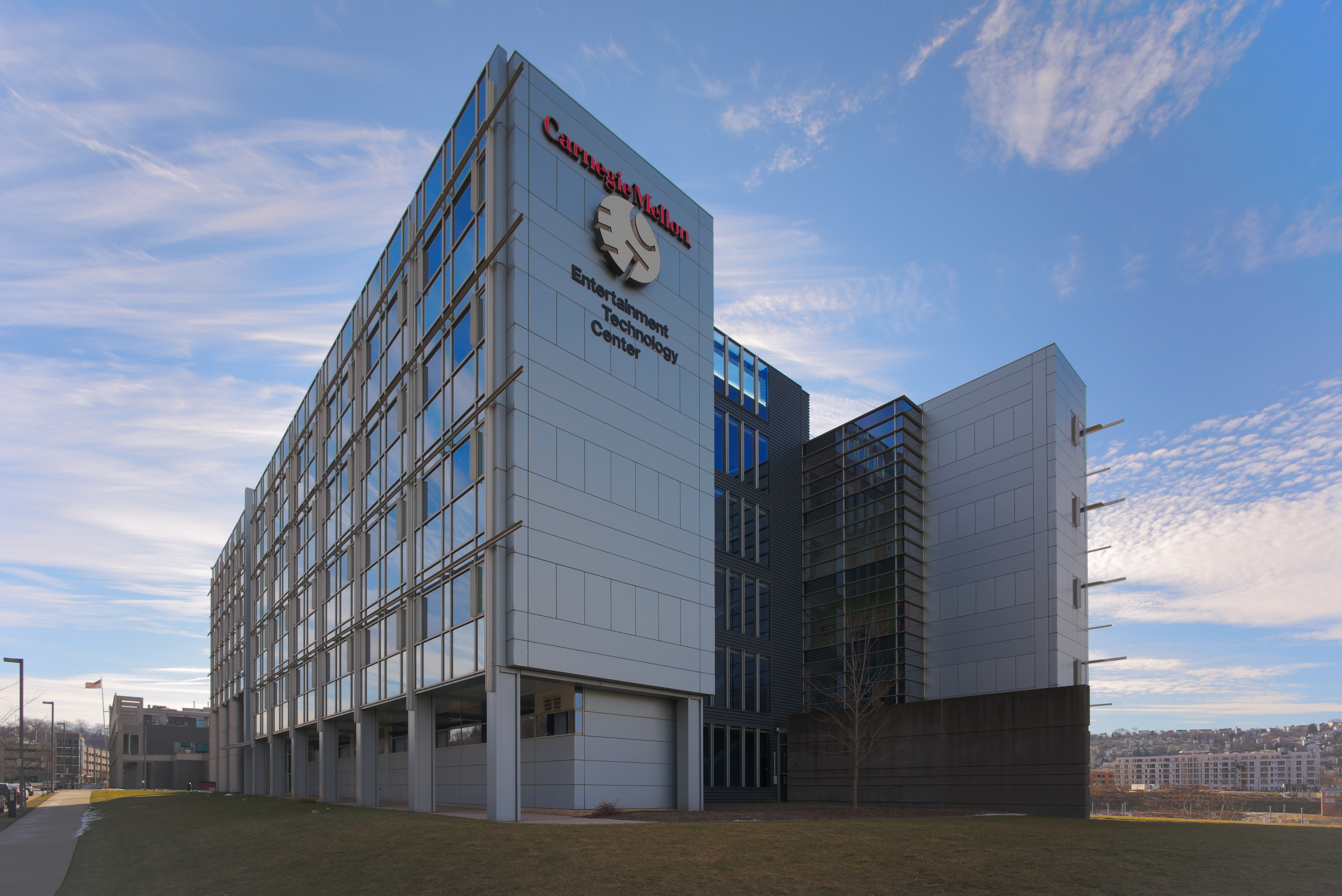
エンターテイメント・テクノロジー・センター(ETC)

カーネギーメロン大学コンピューターサイエンス学部(CMU SCS)

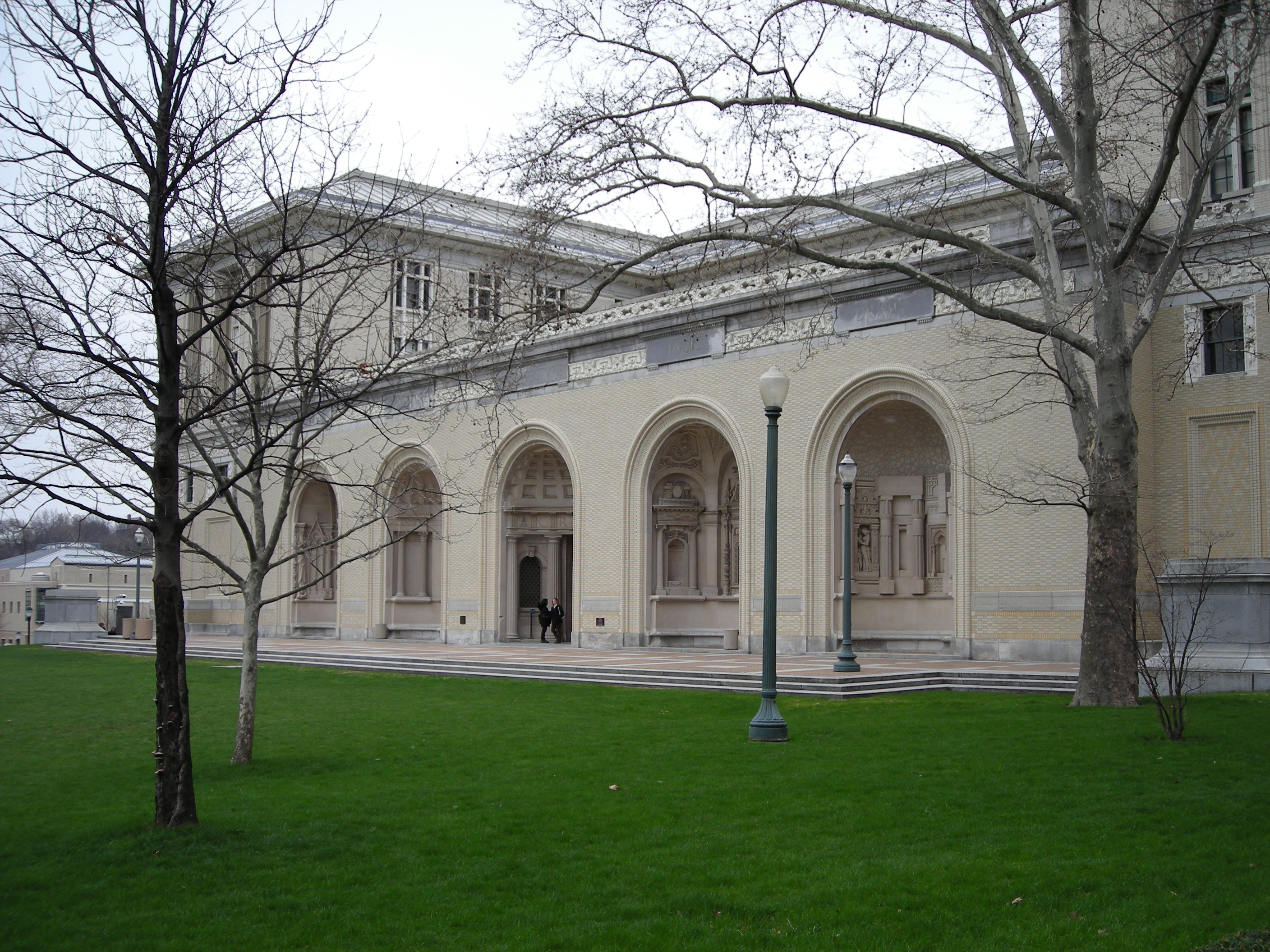
カーネギーメロン大学芸術学部(CFA)

カーネギーメロン大学（カーネギーメロンだいがく、英語: Carnegie Mellon University）は、ペンシルベニア州ピッツバーグに本部を置くアメリカ合衆国の私立研究大学である。1900年に設立され、略称はCMU。大学のモットーは「My heart is in the work（私の心は仕事の中にある）——創立者アンドリュー・カーネギー」。大学は7つのカレッジと、独立したスクールにて構成される。カーネギー高等教育機関分類では「R1: Doctoral Universities – Very High Research Activity」に分類される。
特に、情報工学と芸術が国際的にも有名で、また異なる学術間の交流が活発であり、それを推進・実施している大学としても知られている。例えば、コンピュータゲームにもっとドラマ性を持たせる、というビジョンのもとで演劇専門とコンピューターサイエンス専門の二人の教授がキャンパス内に設立したエンターテイメント・テクノロジー・センター（ETC）は、SONYなどのコンピュータゲーム開発・製造メーカーが自社の社員をこのセンターに留学させるほど、ストーリー性のあるゲームの実現に貢献している。このようなテーマ性のある「センター」がキャンパス内に多数存在し、高いレベルで異分野間共同開発が行われている。カーネギーメロン大学コンピューターサイエンス学部（CMU SCS）は、マサチューセッツ工科大学（MIT）、スタンフォード大学（SU）、カリフォルニア大学バークレー校（UCB）、ハーバード大学（HU）と共に全米TOP5で、国際的にも名高い。また、カーネギーメロン大学芸術学部（CFA）は、総合大学としてはイェール美術学校（Yale School of Art）、UCLA芸術＆建築学部（UCLA Arts）、ニューヨーク大学ティッシュ芸術学部（NYU Tisch）に次ぐ名門校（全米TOP10前後）であり、芸術・美術系専門大学で名高いパーソンズ・スクール・オブ・デザイン（Parsons）、プラット・インスティテュート（Pratt）に匹敵する。経営大学院のテッパー・スクール・オブ・ビジネス（Tepper School）はテキサス大学オースティン校と並び全米TOP20前後となっている。

## 沿革
- 1900年 鉄鋼王アンドリュー・カーネギーがカーネギー技術学校（Carnegie Technical Schools）を設立
- 1912年 カーネギー工科大学（Carnegie Institute of Technology）と改称（学位授与機関認可）
- 1913年 銀行家アンドリュー・メロンがメロン工業研究所（Mellon Institute of Industrial Research）を設立
- 1965年 カーネギー工科大学とメロン工業研究所が合併し、カーネギーメロン大学と改称
- 2005年 カーネギーメロン大学日本校（Carnegie Mellon CyLab Japan）を設置
- 2017年 カーネギーメロン大学が成都に研究院を設立[7]。
- 2022年2月 カーネギーメロン大学が日本の富士通とソーシャルデジタルツインの共同研究を開始[8][9]。
- 2022年9月 カーネギーメロン大学がマスターカード財団との新たな提携によりアフリカでの工学教育の強化に取り組むと発表[10]。

## 組織
芸術、人文・社会科学、公共政策学・情報学、経営学、数学・自然科学、工学、計算機科学の7つの専門分野のそれぞれに、独自に運営する7つの高等教育機関（カレッジ、スクール等）を有する総合大学である。

### カーネギーメロン芸術カレッジ
1900年に設立された、米国最古の芸術大学の一つ。5つの芸術学部を有し、学士号、修士号、博士号を授与している。
- 音楽学部（Carnegie Mellon School of Music）
- 建築学部（Carnegie Mellon School of Architecture）
- 美術学部（Carnegie Mellon School of Art）
- 演劇学部（Carnegie Mellon School of Drama）
- デザイン学部（Carnegie Mellon School of Design）

### ディートリック人文社会カレッジ
1969年に設立された人文社会科学を専門とするカレッジであり、７つの学科で学士号、修士号、博士号を授与している。選択できる専攻分野は60以上に及ぶ。大学の名称は、2011年にCMUに2億6500万ドル（300億円弱）を寄付したウィリアム・ディートリック二世に因んで命名された。
- 英語学科（Department of English）
- 歴史学科（Department of History）
- 現代語学科（Department of Modern Languages）
- 哲学科（Department of Philosophy）
- 心理学科（Department of Psychology）
- 社会学科（Department of Social and Decision Sciences）
- 統計学・データサイエンス学科（Department of Statistics & Data Science)

### ハインツ大学院
1968年に設立された公共政策、情報学を専門とする大学院校であり、修士号と博士号を授与している。1991年に航空機事故で死亡したジョン・ハインツ上院議員を偲び、翌年に大学院名が命名された。ハインツは老齢化社会、鉄鋼産業の斜陽化問題、健康保険システム改革、国民年金の保証といった難題に精力的に取り組み、CMUでも大学院の教授として、産業推進と運営分野で教鞭を執っていた、ピッツバーグ地区を代表する全米で注目されていた上院議員だった。
- 公共政策管理学院（School of Public Policy & Management）
- 情報システム管理学院（School of Information Systems & Management）

### テッパー・スクール・オブ・ビジネス
1949年に設立された経営管理を専門とするビジネススクールであり、以下の分野で学士課程、修士課程、博士課程、エグゼクティブプログラムと幅広いコースを提供。大学の名称は、2004年にCMUに6700万ドル（75億円弱）を寄付したデービッド・テッパーに因んで命名された。
- Business Administration (MBA)
- Accounting
- Business Analytics
- Business Technology
- Entrepreneurship
- Economics / Behavioral Economics / Economics And Public Policy
- Finance / Financial Economics / Computational Finance
- Graphic Communications
- International Business
- Marketing / Behavioral Marketing And Decision Research
- Operations Management / Research
- Product Management / Integrated Innovation for Products & Services
- Algorithms Combinatorics And Optimization
- Management of Manufacturing And Automation
- Leadership & Organizational Effectiveness / Organizational Behavior And Theory

### メロン理科カレッジ
1905年に設立された数学・自然科学を専門とする理科大学であり、4つの学科で学士号、修士号、博士号を授与している。
- 生物学科（Department of Biological Science）
- 化学学科（Department of Chemistry）
- 数学学科（Department of Mathematical Science）
- 物理学科（Department of Physics）

### カーネギーメロン工科カレッジ
1905年に設立され、7つの学科で学士号、修士号、博士号を授与している。
- 医用生体工学（Department of Biomedical Engineering）
- 化学工学学科（Department of Chemical Engineering）
- 土木・環境工学学科（Department of Civil & Environmental Engineering）
- 電気・電子工学学科（Department of Electrical & Computer Engineering）
- 公共政策学学科（Department of Engineering and Public Policy）
- 材料工学学科（Department of Material Science and Engineering）
- 機械工学学科（Department of Mechanical Engineering）

### カーネギーメロン計算機科学スクール
1988年に設立され、10年以上コンピュータサイエンスの分野で世界ランク1位に君臨してきた大学である。以下の分野で学士課程、修士課程、博士課程を提供。
- Computer Science
- Artificial Intelligence
- Statistics and Machine Learning
- Algorithms, Combinatorics, and Optimization
- Societal Computing
- Computer Science and Arts
- Music and Technology
- Computational Biology
- biotechnology Innovation and Computation
- Human-Computer Interaction
- Educational Technology and Applied Learning Science
- Product Management
- Robotics
- Neural Computation
- Computer Vision
- Robotic Systems Development
- Software Engineering
- Information Technology Strategy
- eBusiness Technology
- Embedded Software Engineering
- Privacy Engineering
- Software Engineering Management
- Computational Data Science
- Language Technology
- Intelligent Information Systems
- Information Networking
- Information Security

## 特色

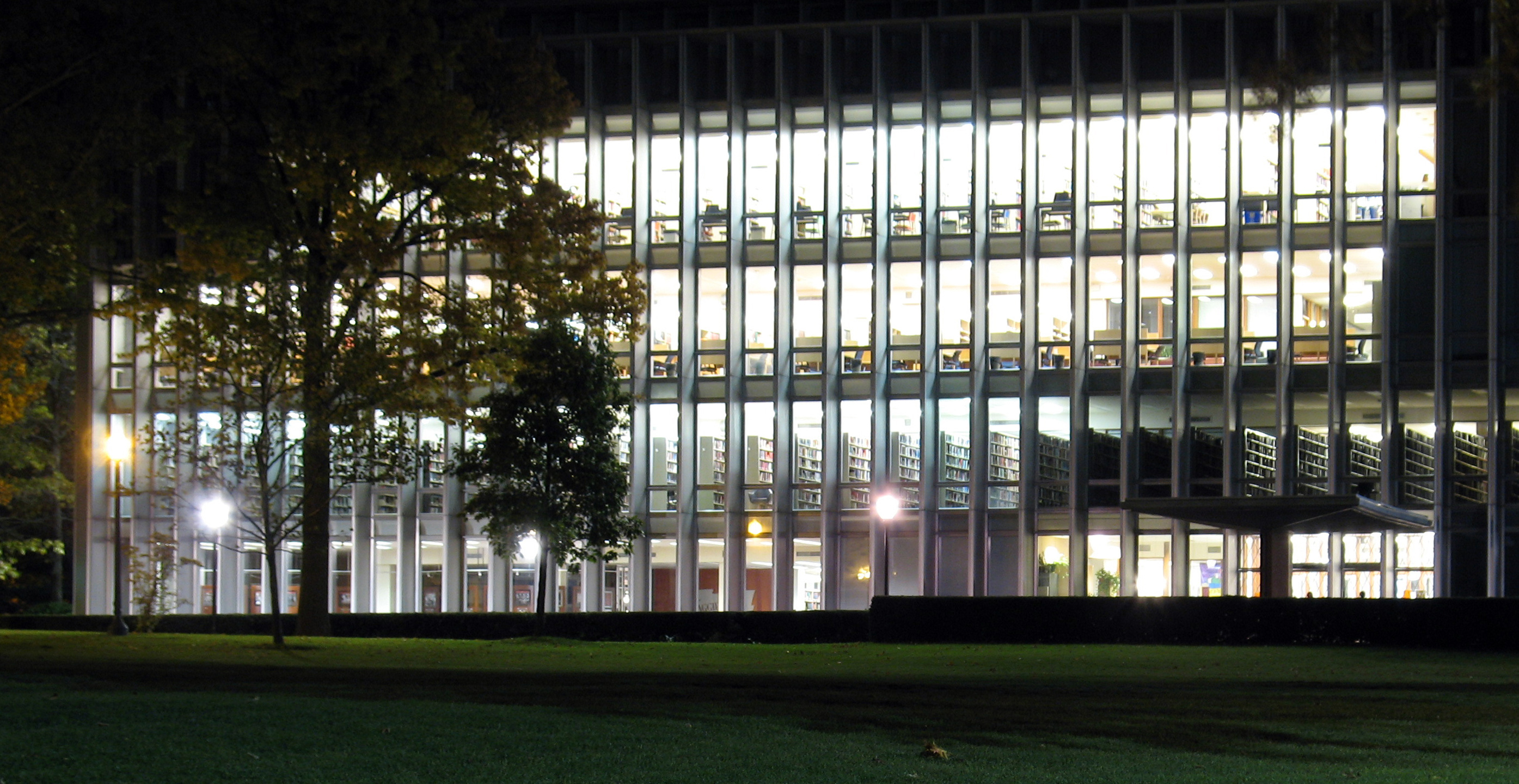
ハント・ライブラリー（The Hunt Library）

カーネギーメロン美術学部はモダンアートのアンディー・ウォーホルなど著名な画家・版画家を輩出。修士号課程 は全米１位（2016年版USNews、2017年版CollegeChoice誌）にランクされ、全米トップの美術大学院プログラムである。この修士号課程は3年制であり、学生の総数は18名に限定された少人数制である。この18名の学生に対して、20名の重鎮クラスの教授が教育に当たっている。この修士号課程の卒業生の初年収平均は7万ドル（900万円弱）であり、他の美術学校のそれと比較して突出している。
カーネギーメロン音楽学部は独立した音大として運営されており、世界有数の音楽大学として高い評価を得ている。教授陣の５割以上はピッツバーグ交響楽団の現職首席奏者あるいは元首席奏者のメンバーで構成されている。例えばヴァイオリンの教授であるアンドレス・カルデネスは『フランコ・ベルジャン流ヴァイオリン演奏法』の世界的権威であり、20年以上ピッツバーグ交響楽団のコンサートマスターを務めた。またチャイコフスキー国際コンクール、パガニーニ国際コンクール、ストラディヴァリウス国際コンクールで審査員を務めるなど、著名なヴァイオリン教育者であり門下に数多くの優秀なヴァイオリニストを育てた。音楽学部の学生で構成されているカーネギーメロン・フィルハーモニー管弦楽団は、大学に隣接するカーネギー博物館群の建物の一つである、カーネギー音楽ホールにて年間を通じて演奏している。
カーネギーメロン演劇学部の3％という入学合格率は、CMUの全ての学部・学科の合格率のなかで最も低く、その競争率の激しさは際立っている。卒業生にアカデミー賞受賞俳優のホリー・ハンター、新しくはTVシリーズ「ER緊急救命室」のミン・ナ、そしてTVシリーズ「HEROES」のサイラーでブレイクし、2009年度版「STAR TREK」Mr.スポックに大抜擢されたザカリー・クイント、2009年からのTVシリーズ「ホワイトカラー」で主役の天才詐欺師、ニール・キャフリー役のマット・ボマーなどがいる。またピッツバーグ市がニューヨーク市に次ぎ、米国で2番目にミュージカルが多く上演されている町であることもあり、卒業生は在学中に実際にミュージカルのプロダクションに触れる機会が多く、本校はブロードウェイ劇場に多数の優秀な人材を送り込んできた。日本の女優すみれも一時在籍した学院として知られている。
カーネギーメロン計算機科学大学は計算機科学分野(コンピュータサイエンス)で、世界大学ランキングで1位、更にUS Newsランキングでもマサチューセッツ工科大学やスタンフォード大学などと並んで、またカリフォルニア工科大学やジョージア工科大学などの名門校を抑えて10年以上常に全米1位の評価を得ている。6％という入学合格率は、カーネギメロン演劇学院の3%に次いで、CMUの全ての学部・学科の合格率のなかで二番目に低く、競争率が大変激しい。コンピュータセキュリティ発信の中枢であるコンピュータ緊急事態対策チーム (CERT) の統轄本部CERT Coordination Centerの運営も行っている。また、1980年代に世界初の自動運転車を開発しており、2007年のロボットカーレース DARPAグランド・チャレンジでも優勝を勝ち取った。Javaの生みの親であるジェームズ・ゴスリングや、Lycosの創始者マイケル・モールディンの出身校として、またマイクロカーネルの代名詞でありMac OSの原型となったMachを開発した大学という事などでも有名。
ハインツ大学院は、情報技術管理（Information and Technology Management）分野で、2001年以来、毎年全米1位にランクされている（USNews誌）。その他、公共政策分野（2017版Graduate Programs誌、全米2位）、サイバーセキュリティ分野（2017版University.com誌、全米1位）を中心に高い評価を得ており、多くの人材を国際機関、中央政府へと輩出している。また、プライバシー分野では世界トップクラスの教育・研究環境を備えており、世界初のプライバシー工学を専攻する学科を開設している。
カーネギーメロン工科大学での多方面の工学分野は、世界的な評価を得ている。1992年〜2001年にかけて、日本人の金出武雄教授（現在・U.A.and Helen Whitaker記念全学教授）がロボット研究所の所長を務めていた。また、近年はカリフォルニア州のシリコンバレーにキャンパスを有し、多くの起業家を輩出している。
テッパー経営大学は全米有数のビジネススクールで、特に金融、企業、オペレーション・マネジメント、情報技術の分野で有名。又、学士課程、修士課程、博士課程、エグゼクティブプログラムと幅広いコースを提供。卒業生、教授陣から多数のノーベル経済学賞受賞者を輩出。（Online MBA: 2017年版USNews、全米2位）。
ディートリック大学は、人文・社会工学の分野でアメリカ国内で常に高位にランクされていて、特に統計学は全米トップ10(2017年版USNews大学院)、心理学は世界トップ10（2017年版THE）の常連組である。
メロン理科大学は数々のノーベル賞受賞者を輩出した伝統校。卒業生にハリウッド映画『ビューティフル・マインド』のモデルとなった天才数学者ジョン・ナッシュがいる。
2005年にアジアの情報セキュリティ教育研究拠点を目指し、兵庫県と共同で同県神戸市にカーネギーメロン大学日本校 (Carnegie Mellon CyLab Japan) を設置した。2007年に東京工科大学と片柳コンピュータ科学賞を設立。同年大阪府大阪市に「エンターテイメントテクノロジーセンター」の設置が決定し、2008年から同センターが稼働している。

## キャンパス
メインキャンパスは103エーカー (0.4 km²) あり、ピッツバーグ・ダウンタウン（Downtown Pittsburgh）より東へ約3マイル（5 km）離れたオークランド地区に位置する。そこは文教地区で、西側はピッツバーグ大学と隣接している。

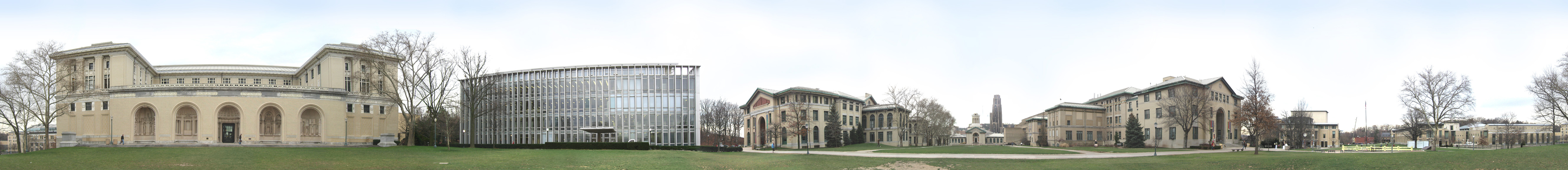
カーネギーメロン大学のパノラマ

### ピッツバーグ以外のキャンパス
メインキャンパス以外の場所にも校舎があるが、いずれもマスターコース用キャンパスである（位置づけとしては大学院大学）。
- カーネギーメロン大学ウェストコースト校 (Carnegie Mellon West)：カリフォルニア州シリコンバレーに位置するキャンパス。
- カーネギーメロン大学ニューヨークキャンパス：ニューヨーク市のウォール街、ニューヨーク証券取引所近くに位置するキャンパス。アメリカ屈指の金融工学プログラム(Master of Science in Computational Finance)専用のキャンパス。
- カーネギーメロン大学カタール校 (Carnegie Mellon Qatar Campus)：カタール・ドーハにあるキャンパス。コンピュータ科学とテッパースクールを擁する。
- カーネギーメロン大学ヘインツスクールオーストラリア校 (Heinz School Australia)：オーストラリアアデレードにあるいわゆるビジネススクール。情報科学のマスターも取得できる。またアデレートには同校のエンタテイメントテクノロジセンターもある。
- カーネギーメロン大学情報ネットワーク学環 (Information Networking Institute)
  - カーネギーメロン大学アテネ校：ギリシャのアテネにある。
    - カーネギーメロン大学アベイロ校：ポルトガルのアベイロにある。

  - カーネギーメロン大学リスボン校：ポルトガルのリスボンにある。
  - カーネギーメロン大学日本校（閉校）：兵庫県神戸市にあったが、生徒募集不調と財政難により撤退した。

## ランキング

### 世界ランキング
Times Higher Education(THE), 2018 
- 総合：24位
- 計算機科学：6位
- 心理学：9位
- 工学：12位
- 経営・経済学：15位
- 自然科学：44位
- 芸術・人文学：69位
- 社会科学：81位

Hollywood Reporter,2016
- 演劇: 3位

### 米国国内ランキング
Times Higher Education(THE), 2018
- 総合：17位

U.S. News and World Report, 2017
- 総合：25位

　大学（Undergraduate)
- Business: 7位

```
    Quantitative Analysis: 2位 
    Management Information Systems: 2位
    Production/Operations Management: 3位
    Supply Chain Management/Logistics: 8位
    Finance: 10位
    Entrepreneurship: 22位
```

- Engineering: 8位

```
    Computer: 4位
    Environmental/Environmental Health: 8位 
    Electrical/Electronic/Communications: 10位
    Mechanical: 11位
    Civil: 12位
    Materials: 12位
    Biomedical: 16位
```

　大学院(Graduate)
- Cognitive Psychology: 5位
- Fine Arts: 6位
- Statistics: 9位
- Public Policy Analysis: 8位
- Environmental Policy and Management: 9位
- Computer Science: 1位

```
     Programming Language: 1
     Artificial Intelligence: 2
     Systems: 4
     Theory: 5
```

- Information and Technology Management: 1位
- Engineering: 5位

```
    Computer: 2位
    Environmental: 8位
    Electrical: 9位
    Civil: 10位
    Materials: 11位
    Mechanical: 11位
    Chemical: 14位
    Biomedical/Bioengineering: 30位
```

- Business: 17位

```
    Part-time MBA: 15位
    Full-time MBA: 19位
    Online MBA: 2位
    Information Systems: 2位
    Production/Operations: 2位
    Supply Chain/Logistics: 10位
```

America's Best Architecture and Design Schools, 2016
- Industrial Design: 4位

```
    Integrated and Interdisciplinary Program: 1位
    Planning: 2位
    Research: 2位
    Computer Applications: 3位
    Cross-disciplinary Teamwork: 3位
    Theory: 3位
```

QuantNet, 2017
- Financial Engineering Programs (M.S. in Computational Finance): 1位

## 日本の大学との関わり
兵庫県立大学との間でダブルディグリー・プログラム協定を締結している。志願者は兵庫県立大学大学院応用情報科学研究科博士前期課程に入学し、その在学中にカーネギーメロン大学の修士課程（MSIT-IS（情報技術－情報セキュリティ））をあわせて履修することにより、合計2年間で両大学の学位を同時に取得することができる。

## 不祥事

### 800人の受験生に合格通知を誤送信
2015年2月16日、 カーネギーメロン大学がコンピューターサイエンス学部の受験者800人に対し、誤って合格通知を送付したことを明らかにした。合格通知は電子メールで送付され、大学側は数時間経った後に合格が誤りだったことを記した訂正メールを送信し、送られた受験生に対して謝罪した。

## 関係者

### ノーベル賞受賞者

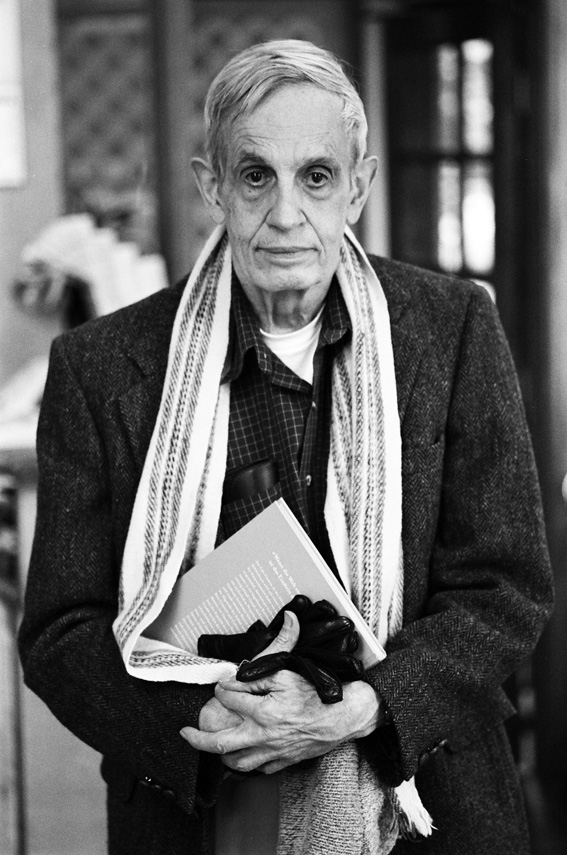
ジョン・ナッシュ

- クリントン・デイヴィソン（教授）、ノーベル物理学賞、1937年
- オットー・シュテルン（教授）、ノーベル物理学賞、1943年
- ハーバート・サイモン（教授、1949年-2001年）、ノーベル経済学賞、1978年
- フランコ・モディリアーニ（教授）、ノーベル経済学賞、1985年
- マートン・ミラー（教授）、ノーベル経済学賞、1990年
- ジョン・ナッシュ (B.S. 1948年、M.S. 1948年）、ノーベル経済学賞、1994年
- クリフォード・シャル (B.S.）、ノーベル物理学賞、1994年
- ロバート・ルーカス（教授）、ノーベル経済学賞、1995年
- ジョン・ポープル（教授）、ノーベル化学賞、1998年
- ウォルター・コーン（教授）、ノーベル化学賞、1998年
- フィン・キドランド（Ph.D. 1973年、教授）、ノーベル経済学賞、2004年
- エドワード・プレスコット（Ph.D. 1967年、教授1971年-1980年）、ノーベル経済学賞、2004年
- ジョン・ホール（B.S. 1956年、M.S. 1958年、Ph.D. 1961年）、ノーベル物理学賞、2005年

### チューリング賞受賞者
- アラン・パリス（B.S. 1943年）、プログラミング技法とコンパイラ構築の分野への貢献に対して、1966年
- アレン・ニューウェル（教授）、当初は J.C.Shaw と共にランド研究所で、続いてカーネギーメロン大学で多数の同僚や学生の協力を得つつ、20年間に渡って人工知能や認知心理学、リスト処理に関する基本的な貢献を行ってきたことに対して、1975年
- ハーバート・サイモン（教授）、アレン・ニューウェルと同時受賞。ちなみに彼は1978年にノーベル経済学賞も受賞している。
- デイナ・スコット（教授）、マイケル・ラビンとの共作論文"Finite Automata and Their Decision Problem"（有限状態機械とその決定性問題）に対して、1976年
- ロバート・フロイド（教授）、効率的で信頼できるソフトウェアの作成手法への明確な寄与と、構文解析理論、プログラミング言語の形式意味論、自動プログラム検証、自動プログラム合成、アルゴリズム解析といった情報工学の下位分野の開拓への重要な寄与に対して、1978年
- アイバン・サザランド（B.D）、スケッチパッドの発明とこれに関連する功労に対して、1988年
- エドワード・ファイゲンバウム（B.S.、Ph.D.）、先駆的な大規模人工知能システムの設計と開発および、人工知能技術の実用性と潜在的価値を広く知らしめたことに対して、1994年
- ラジ・レディ（教授）、エドワード・ファイゲンバウムと同時受賞、1994年
- マヌエル・ブラム（教授）、計算複雑性理論の基礎的研究とその暗号およびプログラム検証への応用に関する貢献に対して、1995年

### 日本人関係者
- 安西祐一郎（客員助教授） 慶應義塾大学教授・元塾長、認知科学・情報科学者
- 松田武彦（M.S. 1955、名誉博士） 元東京工業大学学長、経営工学者
- 井尻雄士（Ph.D. 1963、教授） 会計学者
- 豊田利久（Ph.D. 1971） 神戸大学・広島修道大学名誉教授、経済学者
- 伊丹敬之（Ph.D. 1972） 一橋大学名誉教授、文化功労者、経営学者
- 菅野寛（MBA） 早稲田大学教授、経営コンサルタント
- 金出武雄（教授） 元ロボット研究所所長、ロボット工学者
- 池内克史（教授） ロボット工学者
- 北野宏明（客員研究員） ソニーコンピュータサイエンス研究所所長、生命科学・情報科学者
- 杉山武彦（客員研究員） 一橋大学学長、交通経済学者
- 冨田勝（Ph.D. 1985、准教授） 慶應義塾大学教授、生命科学・情報科学者
- 森山剛（博士研究員） 東京工芸大学准教授、医用工学者
- 藤吉弘亘（博士研究員） 中部大学准教授、画像処理工学者
- 西森秀稔（博士研究員） 東京工業大学教授、量子アニーリングの提唱者
- 益田隆司（博士研究員） 東京大学理学部長、電気通信大学学長
- 矢富盟祥（Ph.D. 1980） 金沢大学名誉教授、連続体力学・応用力学研究者
- 苫米地英人（Ph.D. 1993、CyLab兼任フェロー） 認知科学者
- 岩谷直幸（MBA. 2006）マッキンゼー・アンド・カンパニー日本支社長、HENNGE共同創業メンバー
- 川尻喜章（Ph.D. 2007） ジョージア工科大学教授、名古屋大学教授
- 佐藤啓（MPM 2010）参議院議員、経済産業大臣政務官、内閣府大臣政務官、復興大臣政務官
- 浅川智恵子（客員教授 2014- ）IBM Fellow
- すみれ (モデル) カーネギーメロン大学演劇学科に進学